# Sansibar-Archipel
Der Sansibar-Archipel (veraltet Gewürzinseln, englisch Spice Islands, auch Zanzibar-Archipel) ist eine zu Tansania gehörende Inselgruppe 30 km vor der Ostküste Afrikas. Die drei größten Inseln dieser Gruppe sind Unguja (ebenfalls Sansibar genannt), Pemba und Mafia.
Unguja hat mit seinen vorgelagerten Nebeninseln eine Größe von 1.666 km², Pemba inklusive der Nebeninseln 988 km², Mafia 413 km². Die größte Stadt des Archipels ist Sansibar auf Unguja.

## Liste der größeren Nebeninseln

### Zu Unguja gehörig
- Bawe
- Changuu (Prison Island)
- Chapwani (Grave Island)
- Tumbatu
- Popo
- Daloni
- Mnemba
- Vundwe
- Uzi
- Sume
- Miwi
- Pungume
- Kwale
- Tele
- Ukombe
- Chumbe
- Nyange
- Murogo Sandbänke
- Pange

### Zu Pemba gehörig
- Misali
- Vikunguni
- Kashani
- Kokota
- Funzi
- Pembe
- Uvinje
- Fundo
- Njao
- Kisiwa Mbali
- Kisiwa Hamisi
- Kisiwa N´gombe
- Kisiwa Kamata
- Kojani
- Kuji (Mtangani)
- Shamiani
- Jombe
- Panza
- Panani
- Sumtama
- Matumbini
- Matumbi Makubwa
- Kwata
- Makoongwe

### Zu Mafia gehörig
- Chole
- Juani
- Jibondo
- Bwejuu
- Shungi Mbili
- Mbarakuni
- Nyororo
- Jina

## Administrative Gliederung
Unguja und Pemba bilden zusammen mit ihren Nebeninseln und der weit abseits gelegenen kleinen Latham-Insel den tansanischen Teilstaat Sansibar (mit insgesamt fünf der 26 Verwaltungsregionen Tansanias), während die Insel Mafia mit ihren Nebeninseln zu Tanganjika gehört und dort einen Distrikt der Region Pwani bildet. Hauptstadt und ökonomisches Zentrum ist Sansibar auf Unguja. Die Altstadt Stone Town gilt als Sehenswürdigkeit. Die Hauptort von Pemba ist Chake-Chake.

## Geographie

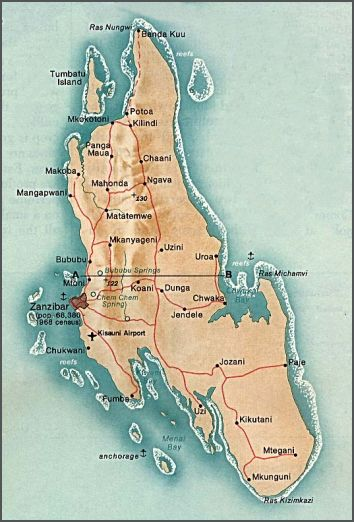
Karte der Hauptinsel Unguja

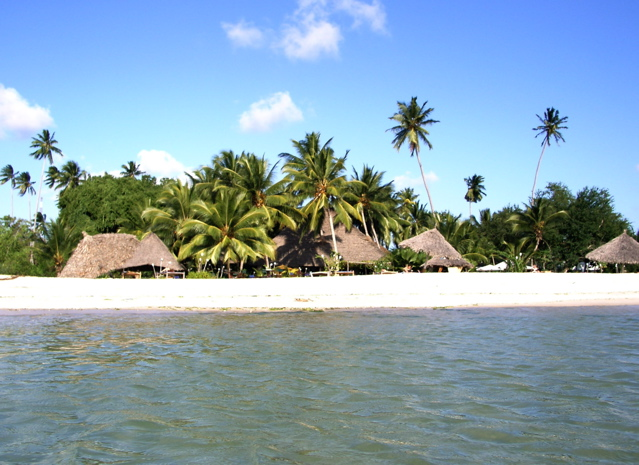
Strandabschnitt, wenige Kilometer nördlich von Stone Town

### Küsten- und Bodengestaltung
Die Westküste Ungujas ist durch zahlreiche – teilweise lagunenartige – Buchten reich gegliedert, hat nur ein schmales Strandriff und große Wassertiefen nahe dem Ufer. Unguja wird umsäumt von einem Wallriff, das sich in der Nähe der vorgelagerten Inseln – die größte ist Tumbatu – über den Meeresspiegel erhebt. Fast überall ist das Ufer der Westküste leicht zugänglich.
Die Ostküste ist dagegen fast ungegliedert. Sie wird von einem mächtigen Strandriff mit hoher Brandung begleitet und fällt an vielen Orten steil ins Meer ab.
Das Innere der Insel zerfällt kulturgeographisch und physisch in zwei Hälften. Die Westhälfte trägt meridionale Hügelketten, so den Masinginiberg (135 m), und zeigt stellenweise sumpfige Niederungen sowie zahlreiche fließende Gewässer, so der Zingwe-Zingwe und der Mwera. Der außerordentlich fruchtbare Boden besteht aus tiefgründigen Alluvialmassen aus verwittertem Korallenkalk.
Die Osthälfte ist dagegen unfruchtbar, flach und wasserarm, hat eher Karstcharakter mit Dolinen, Höhlen und unterirdischen Flüssen.

### Klima
Sansibars Klima ist tropisch, am wärmsten von Dezember bis März; das durchschnittliche Jahresmittel liegt bei 26,5 °C. Die Regenzeiten dauern von März bis Mai und von Oktober bis November.

### Flora und Fauna
Eine wesentliche Rolle in der Nutzung der Natur Sansibars spielen die marinen Habitate, wie Seegraswiesen, Korallenriffe und Mangrovenküsten. Viele Strände des Archipels werden von Meeresschildkröten für ihr Brutgeschäft aufgesucht. In Nungwi gibt es eine Aufzucht- und Schutzstation für Meeresschildkröten. Vor der afrikanischen Festlandsküste leben zahlreiche große Haiarten wie der Bullenhai oder Tigerhai, aber auch große Planktonfresser wie der Walhai.
Die Fauna von Unguja dokumentiert die Landbrücke der Insel zum afrikanischen Kontinent während der letzten Eiszeit. Die Vielfalt auch der terrestrischen und semiaquatischen Lebensräumen auf den Inseln reicht von Mangrovensümpfen über Buschland bis zu großen Gebieten mit Palmfarnen.
Der Sansibar-Stummelaffe ist endemisch. Die meisten Tiere leben auf der Hauptinsel Unguja, einige auch auf Pemba. Ihr Lebensraum sind Wälder, neben Primär- sind sie auch in Sekundärwäldern zu finden und werden in verschiedenen Forest National Parks geschützt. Der Sansibar-Leopard war eine der hier endemischen Unterarten. Er gilt seit 1991 als ausgestorben.
Um sämtliche Inseln des Sansibar-Archipels finden sich die marinen Habitate Korallenriff, Seegraswiesen und Mangrovenwälder im küstennahen Bereich.

### Naturschutz und Umweltkonflikte
Der Tanzanian Wildlife Act bezieht die Flora und Fauna Sansibars mit ein. Wichtige Schutzgebietskategorien sind „National Park“, „Wildlife reserve“ und „Marine park“. Die Umsetzung der Schutzgebiete und die Durchsetzung von Naturschutzregeln ist je nach Gebiet in einem sehr unterschiedlichen Status.
Der Tourismus nahm in Ostafrika in den letzten Jahren zu, was zu einem hohen Druck auf die besonderen Lebensräume auch Sansibars führt. Hotels entstehen an vielen Stränden und die Insel ist eine der am schnellsten wachsenden Touristen-Destinationen des Indischen Ozeans. Der Tauchtourismus zusammen mit der lokalen Fischerei gefährdet vor allem die empfindlichen Korallenriffe.
Naturschutzkonzepte werden vom Institute of Marine Science (IMS) an der University of Dar es Salaam seit 2009 teilweise in Kooperation mit dem Leibnitz-ZMT Bremen ausgearbeitet.

## Bevölkerung
Die Inselbewohner nennt man Sansibarer. Im Jahr 2002 zählten sie 981.754 Menschen. Sie bestehen aus Afrikanern, Indern, Persern und Arabern sowie zahlreichen Mischlingen aus diesen Gruppen.
Bei der letzten Volkszählung vor der Unabhängigkeit hingen 97 Prozent der Bevölkerung dem Islam an. Die restlichen 3 Prozent waren Hindus, Christen oder Anhänger afrikanischer Religionen. Da aber seit der Unabhängigkeit bei den Bevölkerungszählungen aus politischen Gründen die Religionszugehörigkeit nicht mehr erfasst wird, ist es möglich, dass sich das prozentuale Verhältnis geändert hat. Die Nationalsprache ist Swahili. Auf Sansibar lebt außerdem eine kleine Gruppe von etwa 10.000 Ibaditen. Für die Integrität des Staates Tansania und das junge demokratische Mehrparteiensystem ist die Lage auf Sansibar problematisch, da der Civic United Front (CUF) immer wieder vorgeworfen wird, als islamisch-arabische Kraft den Ausbau der Autonomie und letztlich die Unabhängigkeit als islamischer Staat anzustreben. Hintergrund der Vorwürfe ist die Tatsache, dass die Regierungspartei Chama Cha Mapinduzi, die Revolutionspartei, nur auf Sansibar mit einer ernsthaften Opposition in Form der CUF zu tun hat. Daher wird die CUF mit vielen Mitteln bekämpft und ihr unter anderem der Vorwurf gemacht, eine islamistische Partei zu sein.
Die Bevölkerung wuchs im 20. Jahrhundert stark an. 1920 lebten hier erst 114.000 Menschen; 1935 waren es 234.000, 1963 319.000, 1967 364.000, 1978 479.000, 1988 623.000 und 2002 981.754.

## Geschichte

### Frühe Zeit
Die ersten Spuren menschlicher Besiedlung stammen aus der LSA-Epoche. Im Zuge der Bantu Expansion setzten sich bantusprachige Gruppen auf den Inseln durch.
Arabische Händler, die im 8. Jahrhundert die Insel bereisten, nannten die Küste der Inseln بر الزنج barr az-zandsch, DMG barr az-zanǧ ‚Küste der Schwarzen‘. Mit ihnen kam die heute noch vorherrschende Religion, der Islam. Als Folge der Kommunikationsschwierigkeiten zwischen Händlern und Küstenbewohnern entwickelte sich eine neue Sprache: Swahili, auch Swaheli oder Suaheli (von arabisch ساحلي, DMG sāḥilī ‚Bewohner der Küste‘ bzw. der Pluralform سواحلي, DMG sawāhilī ‚Bewohner der Küsten‘), eine Mischung aus dem Arabischen und der Bantusprachen der einheimischen Völker, wobei die Sprache von der Struktur her eine afrikanische Klassensprache blieb, mit einem Wortschatz, der zu etwa 30 % aus dem Arabischen stammt, aber auch Wörter aus dem Englischen, Deutschen und verschiedenen indischen Sprachen integrierte.
Im 10. Jahrhundert siedelten sich persische Händler an. Diese sind Vorfahren der Schirasi.
Schon im 10. Jahrhundert hatten Araber Niederlassungen in der Region gegründet, die sich zu blühenden Republiken entwickelten. Als Vasco da Gama am 28. Januar 1499 Sansibar besuchte, fand er gut gebaute und reiche Städte, die lebhaften Handel mit Indien trieben.
1503 landete der Portugiese Ruy Lourenço Ravasco auf Unguja, baute dort eine Handelsstation. Sansibar wurde tributpflichtig und 1505 durch João Homere vollends in portugiesischen Besitz genommen. In den folgenden Jahren kontrollierten die Portugiesen den gesamten Handel im Indischen Ozean.
Gegen Ende des 17. Jahrhunderts verloren die Portugiesen alle ihre Besitzungen nördlich von Mosambik an den Imam von Maskat; Sansibar ging 1698 verloren. Unter der Herrschaft des Imam zerfiel das Land in zahlreiche kleine Staaten und Gemeinwesen.

### Unter der Herrschaft der Araber von Oman

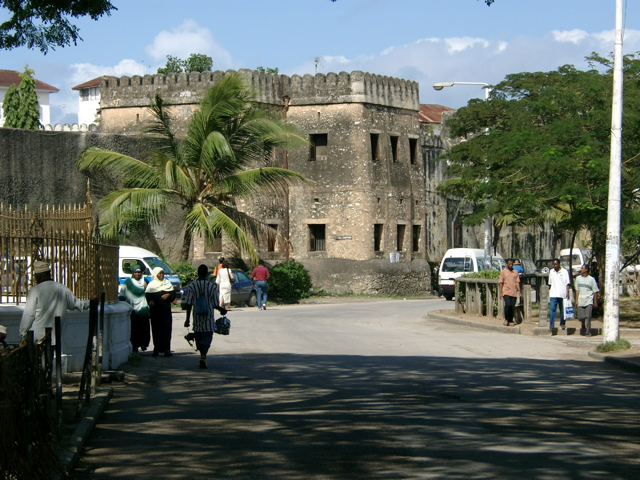
Das alte Fort in Stone Town, Sansibar

Im 17. bis 19. Jahrhundert bildete Sansibar unter der Herrschaft des Sultans von Oman ein Zentrum für den östlichen Sklavenhandel. Jahrhundertelang war die flache Insel Unguja (nach Madagaskar die größte Insel vor Ostafrika) eine der wichtigsten Handelsmetropolen im Indischen Ozean. Sklavenhandel sowie Handel mit Elfenbein und ab 1818 die Kultivierung von Gewürznelken machten die Insel reich, berühmt, berüchtigt und begehrenswert. Im Gegenzug waren die muslimischen Herren Sansibars auf den Kauf von Schusswaffen und Munition angewiesen, um die Herrschaftsstrukturen der Sklaverei (Sklavenhandel, Sklavenjagd und Sklavenkarawanen) bis ins innere Afrika durchzusetzen.
Ab dem 18. Jahrhundert übten die Araber auf der strategisch wichtigen Insel Unguja zunehmenden Einfluss aus. Das Hauptgeschäft bestand im Sklavenhandel, der als Transitgeschäft über die Inseln lief. Zu Beginn des 19. Jahrhunderts wurden 6.000 bis 10.000 Sklaven jährlich „umgesetzt“. Man schätzte den Anteil der Sklaven an der Gesamtbevölkerung auf 75 %.

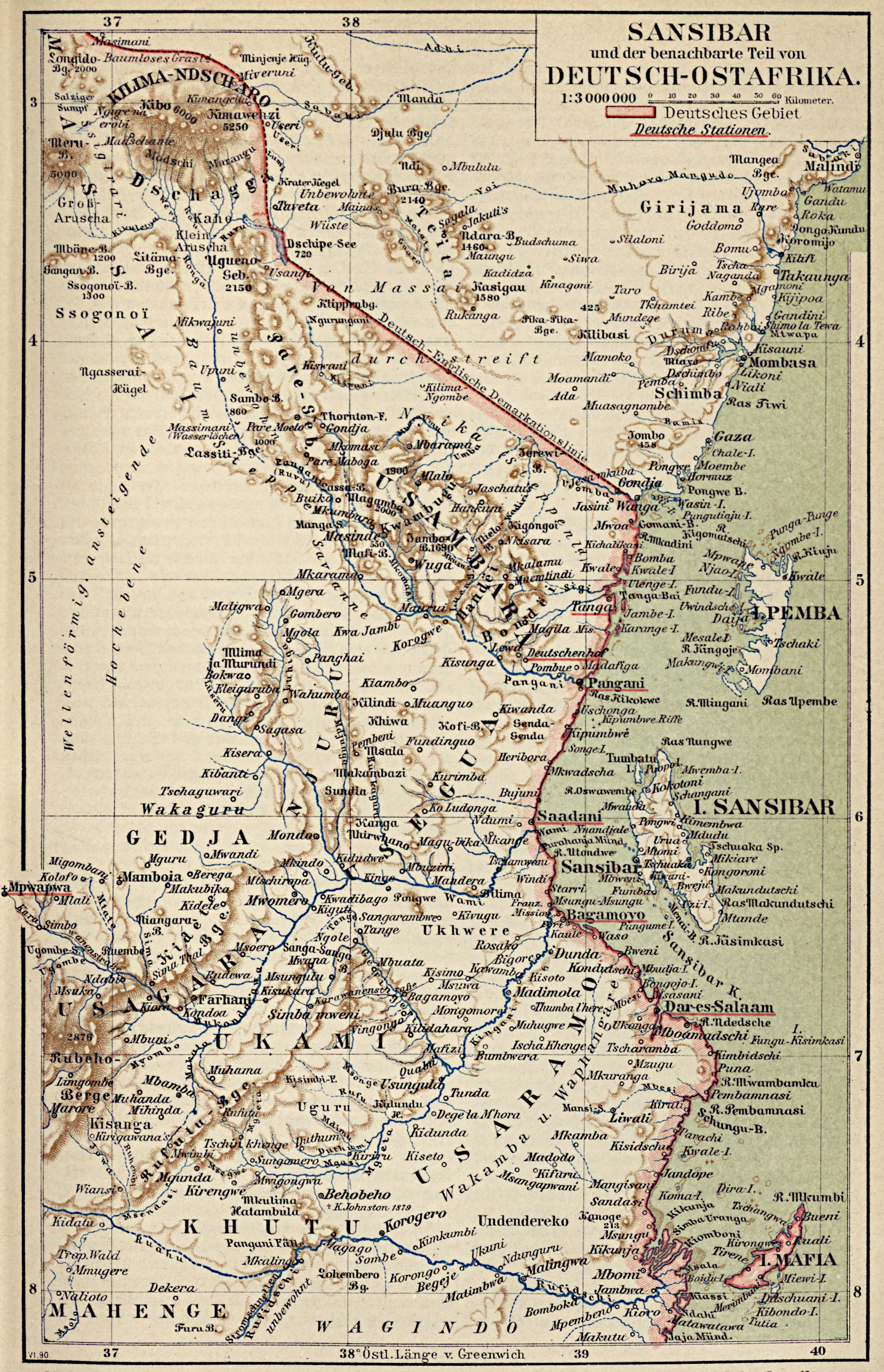
Historische Karte (um 1890)

Seit 1784 beherrschte der Sultan von Maskat die Insel Unguja direkt durch einen Gouverneur. Diese Statthalter und jene an der ostafrikanischen Küste machten sich jedoch zunehmend unabhängig, wurden aber von Sultan Sayyid Saʿîd wieder unterworfen. 1829 fiel Mombasa, 1837 fiel auch Sansibar durch Verrat. 1829 legte der Sultan die erste Gewürznelkenplantage auf Unguja an.
1832 zunächst provisorisch, dann 1840 endgültig entschied der Sultan, den omanischen Hof nach Sansibar zu verlegen. In dieser Zeit erreichten europäische und amerikanische Händler Sansibar. Als erstes „westliches“ Land eröffneten 1837 die Vereinigten Staaten von Amerika ein Konsulat. 1841 folgte das britische, 1844 das französische Konsulat. Damit wurde das Sultanat auch international anerkannt.

Sansibar zur Kolonialzeit

Nach dem Tode Sayyid Saʿīds (Bū-Saʿīd-Dynastie) 1856 wurde das Sultanat geteilt. Sein Sohn Sayyid Mâdjid wurde Sultan von Sansibar. Nach dessen Tod am 7. Oktober 1870 wurde ein jüngerer Bruder des Sultans, Barghash ibn Saʿîd, Souverän des Gebiets, und als der 1888 starb, folgte ihm sein zweiter Bruder, Sayyid Chalifa ibn Said.
Bis um 1870 hatte sich der ostafrikanische Herrschaftsbereich des Sultanats Sansibar im Landesinneren bis jenseits des Tanganjikasees ausgebreitet. Daraus entstand ein Interessenkonflikt mit der Deutsch-Ostafrikanischen Gesellschaft, die ab 1884 begann, Herrschaftsrechte auf dem Kontinent zu erwerben. Am 1. November 1886 legte eine deutsch-britische Kommission die Grenzen der sansibarischen Festlandsbesitzungen fest. Sie sollten demnach einen Küstenstreifen von zehn Seemeilen Breite von Kap Delgado (heute Mosambik) bis Kipini (heute Kenia) mit allen vorgelagerten Inseln und die Städte Kismaayo, Baraawe, Merka, Mogadischu und Warsheikh im heutigen Somalia umfassen. Der britische Vertreter in dieser Kommission war der spätere Feldmarschall Horatio Herbert Kitchener. 1887/89 wurde die Küste des späteren Kenia an die Imperial British East Africa Company verpachtet und bis zur Unabhängigkeit von den Briten verwaltet. Der südliche Küstenabschnitt wurde 1888 an die Deutschen verpachtet und am 28. Oktober 1890 an sie verkauft. Die nördlichen Städte wurden 1892 an Italien verpachtet, 1906 verkauft (Mogadischu erst 1924).
Die Briten, die schon vor der Afrika-Konferenz auf der Insel Fuß gefasst hatten, zwangen den Sultan Barghash ibn Saʿîd 1873, den Sklavenhandel zu beenden. Der Sultan ließ ihn aber inoffiziell weiterlaufen, so dass sich ein Sklaven-Schwarzmarkt entwickelte, der bis 1897 bestand und der arabischen Oberschicht weiterhin hohe Einnahmen einbrachte.
Sansibar war zu dieser Zeit auch ein bedeutendes Zentrum islamischer Gelehrsamkeit. Einer der wichtigsten hier tätigen Gelehrten war der von den Komoren stammende Ahmad ibn Sumait, den Sultan Barghasch 1883 zum Qadi von Sansibar berief. Ibn Sumait, der ein leidenschaftlicher Anhänger der schafiitischen Rechtsschule war, geriet zwar 1886 in Konflikt mit dem ibaditischen Sultan und floh aus dem Land, kehrte jedoch 1888 nach dessen Tod nach Sansibar zurück und wurde erneut zum Qadi ernannt. Wie viele andere islamische Gelehrte seiner Zeit war Ibn Sumait von dem reformerischen Gedankengut Muhammad Abduhs beeinflusst, allerdings teilte er nicht dessen Ablehnung der Sufik, sondern verteidigte vielmehr seinen Orden, die Tarīqa ʿAlawīya, gegen die Angriffe der Reformgelehrten. Sansibar entwickelte sich Ende des 19. Jahrhunderts außerdem zu einem Zentrum für die Verbreitung des Qādirīya-Ordens, nachdem zwei Scheiche aus Baraawe, ʿAbd al-ʿAzīz al-Amawī (1838–1896) und Scheich Uwais ibn Muhammad (1847–1909), diesen hier eingeführt hatten. Scheich Mjana Kheri, ein Schüler von Scheich Uwais, verbreitete den Qādirīya-Orden um die gleiche Zeit bei den Plantagen-Sklaven von Sansibar.

### Britische Protektoratszeit

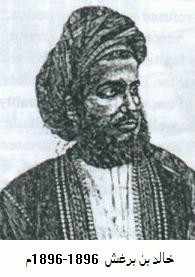
Als einziger Sultan versuchte Khalid ibn Barghash, die Kolonialherrschaft abzuschütteln, was zum Krieg mit Großbritannien führte

1890 wurde das immer kleiner gewordene Sultanat Sansibar, das de facto nur noch aus den Inseln Unguja und Pemba bestand, britisches Protektorat und dem britischen Kolonialreich einverleibt. Die duftende „Nelkeninsel“ Unguja wurde nicht, wie häufig dargestellt, 1890 von Großbritannien gegen die Insel Helgoland eingetauscht (Helgoland-Sansibar-Vertrag); tatsächlich war Sansibar nie deutsche Kolonie, sondern bis 1890 freies Sultanat. Mit Ali ibn Said, der das Protektorat der Briten und die Verpachtung Somalias an die Italiener akzeptieren musste, endete die Eigenständigkeit Sansibars, seine beiden Nachfolger waren von den Briten ausgewählte omanische Vertreter der Said-Dynastie.
Am 27. August 1896 kam es zum kürzesten Krieg der Weltgeschichte, dem nur 38 Minuten dauernden Britisch-Sansibarischen Krieg. Der Krieg begann um 9:00 Uhr morgens. Nachdem der Sultan von Sansibar gestorben (oder vergiftet worden) war, beanspruchte sein Cousin Chalid ibn Barghasch den Thron für sich. Der britische Admiral Sir Harry Rowson ließ daraufhin nach einem Ultimatum so lange den Palast des selbsternannten Sultans von See aus mit Schiffsgeschützen beschießen, bis dieser die Flucht ergriff.
Erst 1897 wurde auch gegen die Strukturen des Sklaven-Schwarzmarktes durchgegriffen. Das britische Militär schaffte nun den Sklavenhandel auf Sansibar endgültig ab, mit massiven finanziellen Einbußen für die arabische Oberschicht. Die britische Kolonialherrschaft folgte aber auf Sansibar wie andernorts dem Prinzip der „indirekten Herrschaft“ (indirect rule), das heißt die lokalen Eliten herrschten unter der britischen Oberherrschaft weiter. Mit britischer Unterstützung wurde 1952 auch die Muslim Academy, die erste moderne islamische Schule in Sansibar, gegründet.
Einer der einflussreichsten muslimischen Gelehrten Sansibars während der britischen Kolonialzeit war ʿAbdallāh Sālih al-Fārisī (1912–1982). 1947 zum Inspekteur des religiösen Bildungssystems ernannt, kämpfte er gegen verschiedene populäre religiöse Praktiken, die mit den Feiern zum Prophetengeburtstag und dem Dhikr des Qādirīya-Ordens verbunden waren. Zwischen 1960 und 1964 fungierte er als Chief Qādī von Sansibar. Eine weitere wichtige sansibarische Gelehrtenpersönlichkeit gegen Ende der britischen Kolonialzeit war Saiyid ʿUmar ʿAbdallāh (1919–1988). Er hatte an der School of Oriental and African Studies studiert und wurde 1954 zum Direktor der 1951 neu gegründeten Muslim Academy von Sansibar berufen.
Auf Sansibar, das seit 1955 innerhalb des Commonwealth Selbstverwaltung genoss, wurde 1959 eine Arbeitsgruppe ins Leben gerufen, die sich mit der Einführung des Frauenwahlrechts beschäftigen sollte. Es wurde 1961 ein beschränktes Frauenwahlrecht eingeführt: Alle unverheirateten und verheirateten Frauen Sansibars über 21 bekamen das Wahlrecht, auch wenn sie eine von mehreren Frauen eines registrierten Wählers waren, nicht jedoch, wenn sie (wirtschaftlich) noch von ihren Familien abhängig oder mit einem nicht wahlberechtigten Mann, einem Ausländer, verheiratet waren. Das allgemeine Frauenwahlrecht wurde für Sansibar erst bei der Vereinigung mit Tanganyika 1964 erreicht.

### Erlangung der Unabhängigkeit und Revolution
Am 10. Dezember 1963 erlangten die Hauptinsel Unguja (mit damals 444.000 Einwohnern) und Pemba (314.000 Einwohner) die Unabhängigkeit von der britischen Kolonialherrschaft. Sansibar wurde als konstitutionelle Monarchie aus der Kolonialherrschaft entlassen. Die politisch-ökonomische Führung des Landes hatten der Sultan und die arabische Minderheit sowie eine indische Hindu-Minderheit inne. Die afrikanische Mehrheitsbevölkerung aus Banutu und Schirasi bildeten das Agrarproletariat.
Bereits am 12. Januar 1964 kam es zu einem durch John Okello angeführten erfolgreichen Staatsstreich, dem Sansibar-Massaker. Der selbsternannte Feldmarschall und ehemalige Maurergeselle John Okello führte eine Gruppe von etwa 600 schwarzafrikanischen Aufständischen an. Sie sollen im kommunistischen Ausland ausgebildet und mit Waffen tschechoslowakischen Ursprungs ausgerüstet gewesen sein.  Die völlig überraschte Regierung hoffte vergeblich auf die Hilfe der Briten, die aber keine Missstimmung mit den anderen jungen afrikanischen Staaten wegen einer arabisch dominierten Regierung riskieren wollten. Sultan Jamsheed bin Abdullah, der Sohn des 1963 verstorbenen Abdullah bin Khalifa, floh während der Revolutionswirren von der Insel. Okello gründete noch am gleichen Tag den Revolutionsrat, der Abeid Karume zum Präsidenten der neuen Volksrepublik von Sansibar und Pemba ernannte. Die Angaben über die Anzahl der Opfer in der Woche zwischen dem 12. und dem 19. Januar 1964 gehen weit auseinander. Nach britischen Schätzungen wurden 15.000 Menschen ermordet. Andere Studien kommen auf geringere Zahlen. Außerdem kam es zu ungezählten Übergriffen wie Vergewaltigungen, Plünderungen und Folterungen. Nach dem Blutrausch wurden die Leichen mit LKWs zur Kaimauer im heutigen Forodhani Garden gebracht und in das Meer gekippt. Die offizielle Version stellt die Revolution wesentlich weniger dramatisch dar. Babu, der erste Außenminister des Revolutionsrates, behauptet, dass nur einige wenige Menschen ums Leben kamen, weil einige die Gunst der Stunde nutzten, um alte Rechnungen zu begleichen. Die dafür Verantwortlichen seien vor ein Gericht gestellt und verurteilt worden. Das Trauma der Ausschreitungen wirkt bis in die Gegenwart nach, da das Thema bis heute tabu ist und es zu keiner Aufarbeitung oder Aussöhnung gekommen ist. Noch heute begegnen sich die Täter und Opfer auf der Straße. Besonders dramatisch an den Ereignissen war, dass die Grenzen zwischen den Parteien nicht eindeutig ethnisch oder religiös definierbar waren, sondern mitten durch Familien und Bekanntschaften liefen.

### Liste der Sultane von Sansibar
1. Sayyid Saʿîd ibn Sultân (1804–1856)
2. Mâdjid ibn Saʿid (1856–1870)
3. Barghasch ibn Said (1870–1888)
4. Chalifa ibn Said (1888–1890)
5. Ali ibn Said (1890–1893)
6. Hamad ibn Thuwaini ibn Said (1893–1896)
7. Chalid ibn Barghasch (1896)
8. Hammud ibn Muhammad ibn Said (1896–1902)
9. Ali ibn Hammud (1902–1911)
10. Chalifa ibn Harub ibn Thuwaini (1911–1960)
11. Abdullah ibn Khalifa (1960–1963)
12. Dschamschid ibn Abdullah (1963–1964) (Revolution)

Anmerkung: Thuwainî, der älteste Sohn Sayyid Sa'îds, erbte 1856 Oman mit der Hauptstadt Masqat (Bū-Saʿīd-Dynastie).

### Als Bundesstaat in Tansania
Nach kurzer Übergangszeit als „Volksrepublik Sansibar und Pemba“ vereinigte sich Sansibar am 25. April 1964 mit der ebenfalls soeben unabhängig gewordenen Republik Tanganjika zu dem neuen Staat Tansania, dem es bis heute als Bundesstaat angehört. Sheikh Abeid Amani Karume wurde zum Präsidenten des Bundesstaats gewählt. Er wurde am 7. April 1972 durch ein Attentat getötet. Aboud Jumbe Mwinyi wurde sein Nachfolger. Im Jahr 2000 übernahm Karumes Sohn Amani Abeid Karume das Amt des Präsidenten von Sansibar. Zehn Jahre später, nach dem Wahlsieg der CCM im Jahr 2010, übergab er sein Amt an den Nachfolger Ali Mohammed Shein.
Mitte der 1980er Jahre entschloss sich die Regierung, da die wirtschaftliche Situation Sansibars nicht länger hinnehmbar war, aber sich auch die weltweite politische Lage veränderte, zur wirtschaftlichen und politischen Liberalisierung. Allerdings kam es bei den Wahlen 1995 und 2000 zu heftigen Ausschreitungen mit einer nicht genau bekannten Anzahl Toter.  Zu den Auseinandersetzungen kam es, da die Oppositionspartei, CUF, der Regierung Wahlmanipulation vorwarf und die CUF sich um den Wahlsieg betrogen sah. Damit für beide Parteien eine akzeptierte Wahl stattfinden konnte, wurde eine Kommission eingesetzt, um den reibungslosen Ablauf der Wahl 2005 zu garantieren. Bei der Wahl 2005 kam es zwar auch zu Unregelmäßigkeiten, Protesten der Opposition wegen Wahlfälschung und Auseinandersetzungen mit der Polizei, aber im Großen und Ganzen verliefen die Wahlen für sansibarische Verhältnisse geordnet und problemlos. Wie erwartet wurde die CCM wieder gewählt.

## Wirtschaft

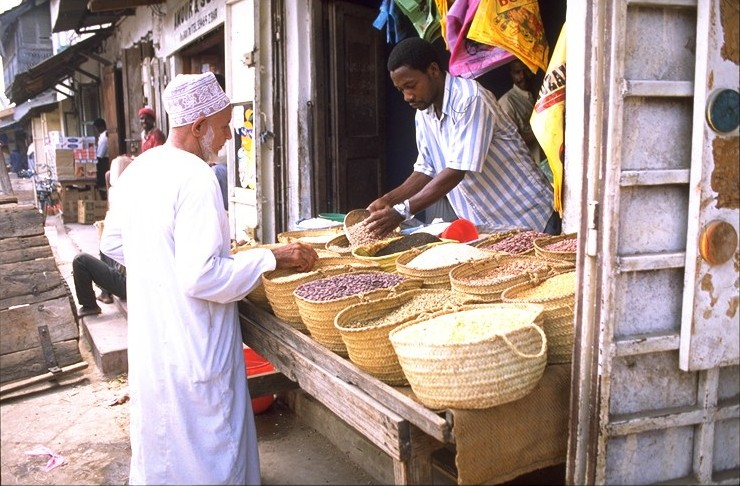
Lebensmittelladen in Stone Town, 1996

Sansibars Wirtschaft basiert auf der Produktion von Gewürzen (vor allem Gewürznelken, Muskatnuss, Zimt und Pfeffer), dem Anbau von Kokospalmen und dem Tourismus. Im 19. Jahrhundert war Sansibar der weltgrößte Produzent von Gewürznelken.
Außerdem bauen Frauen rund um die Insel im seichten Wasser Algen an, die zu Kleinstpreisen von Händlern abgenommen und zur Kosmetik- und Arzneiproduktion exportiert werden. Diese Arbeit ist höchst schädlich für die Gesundheit, weil das Salzwasser aggressiv ist und das Sonnenlicht stark reflektiert wird, sodass viele Frauen ihre Sehkraft verlieren und an Arthritis leiden. Die Algenart ist außerdem nicht heimisch auf Sansibar, sondern aus Asien importiert, und zerstört die empfindliche Fauna der die Insel umgebenden Korallenriffe.

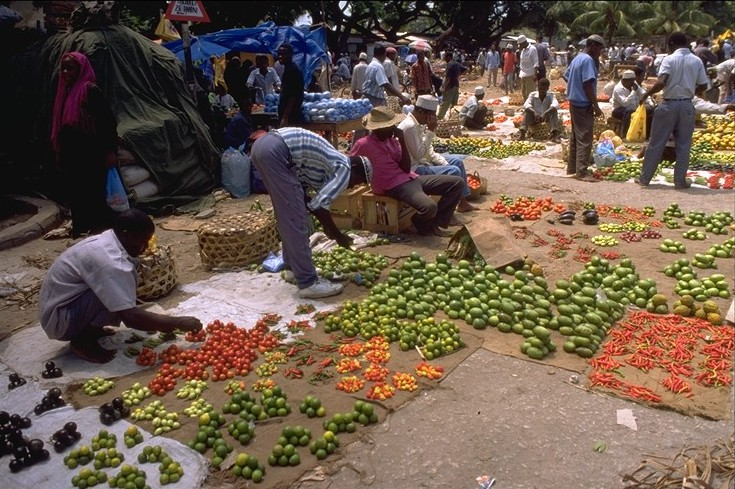
Markt in Stone Town 1996

### Tourismus

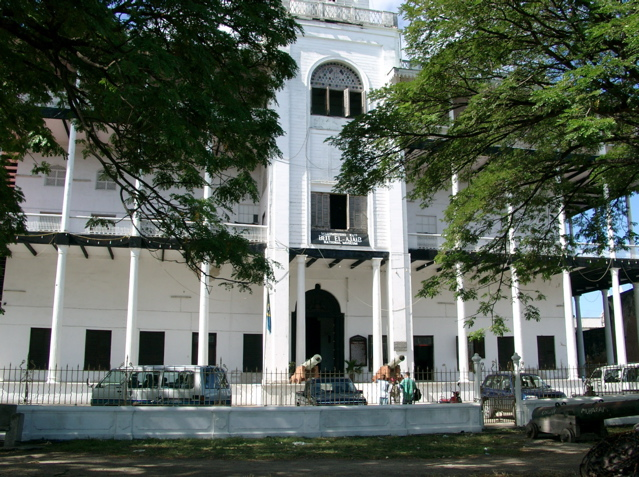
Das House of Wonders in Stone Town

Die Inseln bestehen zum größten Teil aus Korallen, die meisten Steinhäuser sind ebenfalls aus Korallengestein. Viele Häuser wurden bereits restauriert.
Auf der gesamten Insel hat sich durch großzügige Investitionen ein Netz von Hotelanlagen und Reiseunterkünften entwickelt. Deren Preise und Niveau verzeichnen an der Ostküste höhere Werte als an der West- und Südküste.
Holzschiffe nach alter arabischer Bauart, Daus genannt, verkehren auch heute noch auf den alten Handelsrouten. Sie haben weder Motor noch andere Metallteile und können ohne moderne Werkzeuge gebaut werden. Sie halten etwa 10 bis 20 Jahre, bis sie zerfallen.
Vor dem Hafen der Hauptstadt liegt im Norden die kleine Insel Prison Island mit dem verfallenen Krankenhaus, das die Quarantänestation für Britisch-Ostafrika war. In Stone Town stehen die großen Stadthäuser der ehemaligen arabischen Oberschicht. An der Stelle des Sklavenmarktes befindet sich die anglikanische Kathedrale, die von der durch David Livingstone initiierten „Universities Mission“ im orientalisierenden Stil erbaut wurde. In Kellergewölben der Nebengebäude zeigt man ehemalige Sklavengefängnisse. Das House of Wonders (Beit al-Ajaib), direkt am Hafen gelegen, war auf der Insel das erste Gebäude mit elektrischem Licht und einem Fahrstuhl.

## Kultur

### Musik
Eine Besonderheit Sansibars ist die Taarab-Musik, die hier entwickelt wurde.

### Exportierte Kunstwerke
Am Eingang des Weingutes Château Cos d’Estournel in St. Estèphe bei Bordeaux befindet sich eine gewaltige, über und über kunstvoll geschnitzte, dunkle Doppelflügel-Tür aus dem Sultanspalast von Sansibar. Der Kaufmann Louis-Gaspard Estournel handelte im 19. Jahrhundert mit Araberpferden und bezahlte sie vor Ort in arabischen Ländern des Öfteren mit Fässern von Wein aus Bordeaux. Diese Tür brachte er von einer seiner Reisen in die arabischen Länder aus Sansibar mit und ließ sie als Eingang in dem großen neuen Fasskeller-Gebäude seines Weingutes stirnseitig an prominenter Stelle einbauen, wo sie seit über 170 Jahren eine Touristen-Attraktion darstellt.

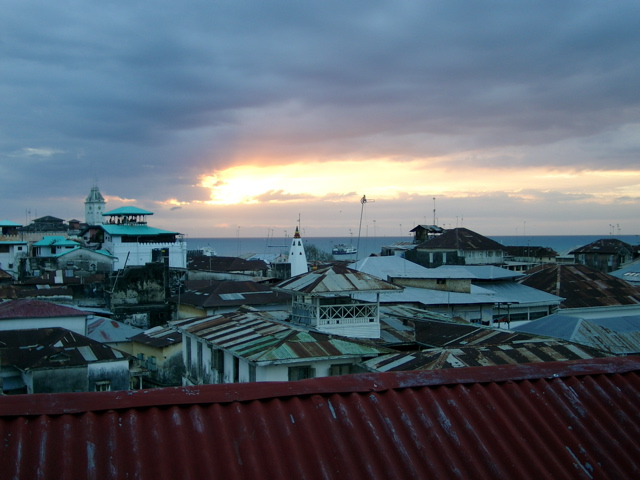
Blick über die Dächer von Stone Town

### Themen
- Freddie Mercury (1946–1991) wurde unter dem Namen Farrokh Bulsara auf Unguja geboren.
- 2004 erließ die Regierung von Sansibar ein Gesetz, mit dem homosexuelle Akte künftig mit Gefängnis bestraft werden. Männer können dafür bis zu 25 Jahre ins Gefängnis kommen, Frauen sieben Jahre. Als Begründung wird angegeben, man wolle die Bevölkerung vor der „zunehmenden Akzeptanz eines besorgniserregenden Verhaltens“ schützen.
- Das sansibarische Fußball-Nationalteam, die „Malindi Red Socks“, ist seit Januar 2004 eigenständiges Mitglied der Afrikanischen Fußballkonföderation (CAF).

### Film
- Der italienische Mondo-Film Africa Addio thematisiert das Massaker an der arabischstämmigen Bevölkerung.

## Sonstiges
- Der Roman Sansibar oder der letzte Grund von Alfred Andersch wurde nicht zuletzt wegen des Titels erfolgreich. Sansibar steht darin für einen utopischen Ort mit einer besseren Zukunft.
- Auf der deutschen Nordseeinsel Sylt gibt es seit den 1950er Jahren am Weststrand zahlreiche FKK-Strandabschnitte mit exotischen Namen, darunter den Abschnitt „Sansibar“ mit einem renommierten gleichnamigen Restaurant.